# Fosforribosilaminoimidazolsuccinocarboxamida sintase
Em biologia molecular, o domínio proteico SAICAR sintase é uma enzima a qual catalisa uma reação que produz SAICAR. Em enzimologia, esta enzima é também conhecido como fosforribosilaminoimidazolsuccinocarboxamida sintase (EC 6.3.2.6). É uma enzima que catalisa a reação química:
ATP + 5-amino-1-(5-fosfo-D-ribosil)imidazol-4-carboxilato + L-aspartato {\displaystyle \rightleftharpoons } ADP + fosfato + (S)-2-[5-amino-1-(5-fosfo-D-ribosil)imidazol-4-carboxamido]succinato
Os 3 substratos desta enzima são ATP, 5-amino-1-(5-fosfo-D-ribosil)imidazol-4-carboxilato e L-aspartato, enquanto seus 3 produtos são ADP, fosfato e (S)-2-[5-amino-1-(5-fosfo-D-ribosil)imidazol-4-carboxamido]succinato. Esta enzima pertence à família de ligases, para ser específico para aquelas que formam ligações carbono-nitrogênio como ligases ácido-D-amino-ácido (sintases de peptídeos). O nome sistemático desta classe de enzimas é 5-amino-1-(5-fosfo-D-ribosil)imidazol-4-carboxilato:L-aspartato ligase (formadora de ADP).  Esta enzima participa no metabolismo das purinas.
Esta família de proteínas em particular é de grande importância, pois é encontrado em todos os três domínios da vida. É o sétimo passo no caminho da biossíntese da purina. As purinas são vitais para todas as células, pois estão envolvidas no metabolismo de energia e síntese de DNA. Além disso, são de interesse específico para pesquisadores científicos, pois o estudo da via de biossíntese de purinas pode levar ao desenvolvimento de drogas quimioterápicas. Isso ocorre porque a maioria dos cânceres não possui uma via de resgate para nucleotídeos de adenina e depende inteiramente da via SAICAR.
É uma das três enzimas que estão envolvidas na biossíntese de adenina, juntamente com a fosforribosilaminoimidazol carboxilase e adenilossucinato liase em  Streptomyces azureus. Também se verifica o seu acúmulo em Streptomycetes e mostra-se similar aos processos em outras bactérias.